# Amy Harvey
Amy Harvey (jap. ハーヴィー 瑛美 Hāvī Eimi; urodzona 18 grudnia 2002 w Tokio), znana pod pseudonimem Harvey – japońska piosenkarka, raperka i modelka mieszkająca w Korei Południowej. Jest ona członkinią girlsbandu XG, należącego do wytwórni Xgalx.

## Wczesne życie
Amy Harvey jest jedyną córką ojca australijczyka i matki japonki. W piątej klasie szkoły podstawowej uczyła się cheerleadingu, a w pierwszej klasie gimnazjum przeszła na taniec hip-hopowy, mając aspiracje na zostanie raperką. W tym samym roku, za namową matki i zainspirowana Mirandą Kerr, Harvey zdecydowała się zająć modelingiem. Harvey została później zauważona na dużym konkursie tanecznym, w którym brała udział.

## Kariera

### 2016: udział w Tokyo Girls Audition oraz kariera modelki
W 2016 roku, w wieku 13 lat, Harvey wzięła udział w Tokyo Girls Audition, przesłuchaniu modelek zorganizowanym przez Tokyo Girls Collection, Avex Group i Ameba. Wygrała konkurs wraz z pięcioma innymi finalistkami. Podczas przesłuchań otrzymała nagrody od magazynów Soup, Nylon Japan, Bea's Up, Popteen i Love Berry, zdobywając najwięcej nagród w porównaniu z pozostałymi finalistkami. Po tym wydarzeniu Harvey była modelką dla 4 i 5 numeru Love Berry oraz wydania Vivi z listopada 2016 roku. Harvey została nazwana „it girl” przez publikacje modowe, takie jak Nylon Japan i Vogue Girl Japan.

### 2017-2018: dołączenie do Avex Artist Academy oraz kariera modelki
Mając aspiracje zostania piosenkarką, w 2017 roku Harvey ogłosiła, że została częścią Avex Artist Academy. W marcu 2017 roku Harvey została twarzą kampanii makijażowej So Good in Colors, będącej efektem współpracy MAC Cosmetics i Vogue Japan. Harvey brała także udział w sezonowych promocjach salonu fryzjerskiego Shima, a także Elle Girl i Nylon Japan. W 2018 roku Harvey pracowała jako modelka na pokazie Amazon Fashion Week Tokyo Spring/Summer i 27. pokazie Tokyo Girls Collection Autumn/Winter.

### Od 2022: debiut w XG
Po 5 latach szkolenia w Avex, 18 marca 2022 roku Harvey zadebiutowała jako główna raperka i wokalista w girlsbandzie XG.